# Pseudomorphose
 (août 2010).
La forme ressemble trop à un extrait de cours et nécessite une réécriture afin de correspondre aux standards de Wikipédia.
La pseudomorphose est le phénomène par lequel un minéral se présente avec l'apparence d'un autre minéral : par exemple, la pyrite s'altérant en limonite tout en conservant l'apparence de la pyrite.

## Processus

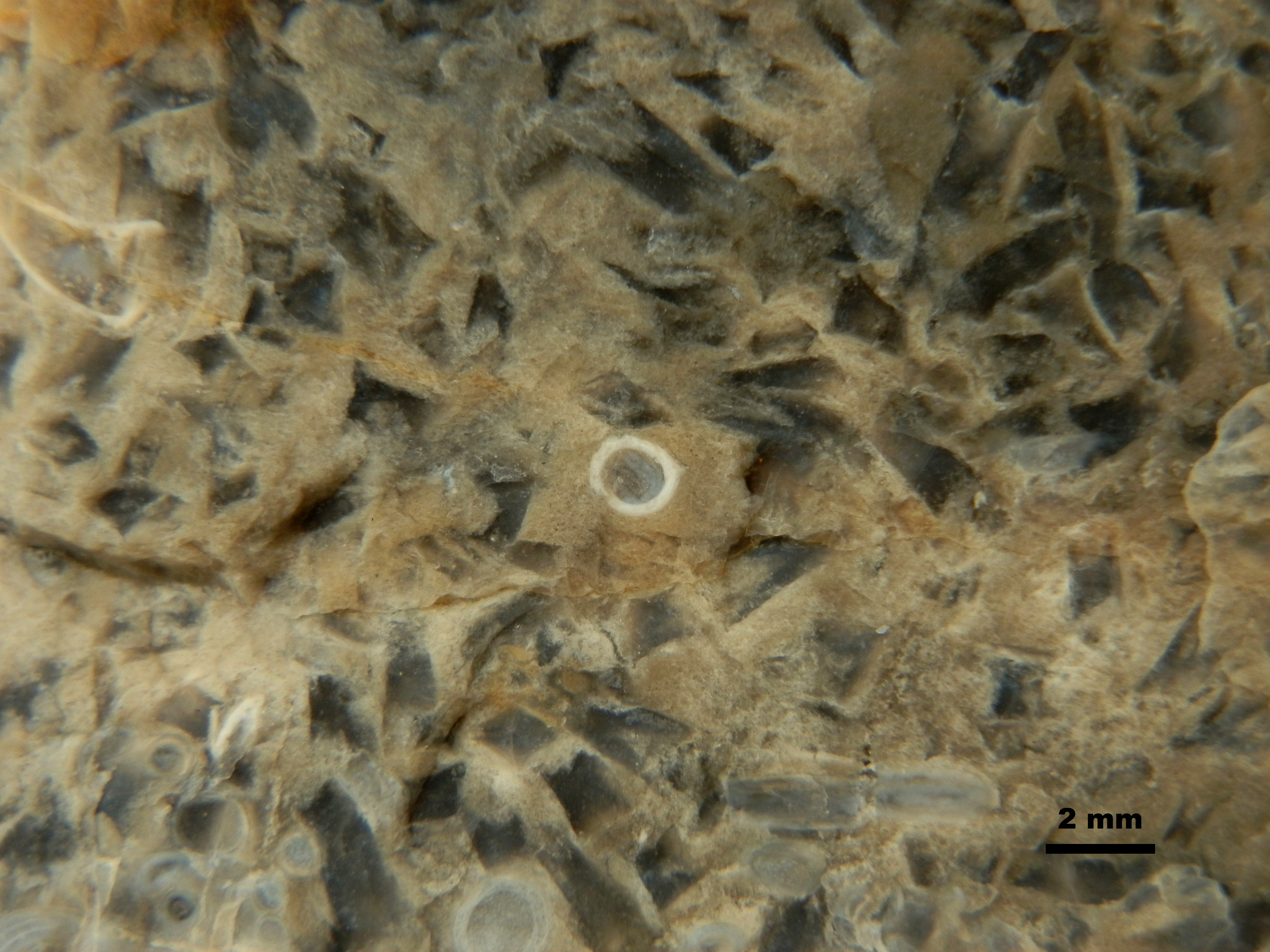
Pseudomorphose: silice après cristaux de gypse. Des sections de tubes de serpulidae silicifiés sont également visibles. Aptien de Provence.

Dans la plupart des cas de pseudomorphose il s'agit d'un phénomène lié à la diagenèse. Les processus peuvent être différents et l'intervention d'êtres vivants (bactéries par exemple) peut être très importante à côté des processus de dissolution et de recristallisation. Les eaux d'infiltration des sédiments émergés dissolvent les composés solubles (calcite, pyrite ou silice) et les entraînent de la surface jusqu'à une certaine profondeur où ils reprécipitent.
- L'épigénisation est l'apparition d'un nouveau minéral ou la recristallisation d'un minéral existant, postérieurement au dépôt.

- On parle de pseudomorphose si la forme du premier minéral est conservée.

- On parle de métasomatose quand ces remplacements se font sous des conditions de températures et de pressions plus ou moins élevées, toujours sans modification de la forme du cristal, mais au profit de minéraux plus stables, par exemple : pyritisation, dolomitisation, silicification ou opalisation.

- La périmorphose est très différente mais souvent confondue avec la pseudomorphose. Dans ce cas le nouveau minéral moule le minéral ancien sous-jacent qui peut disparaître et laisse son empreinte en creux.

## Types de pseudomorphoses

### Pseudomorphose par substitution

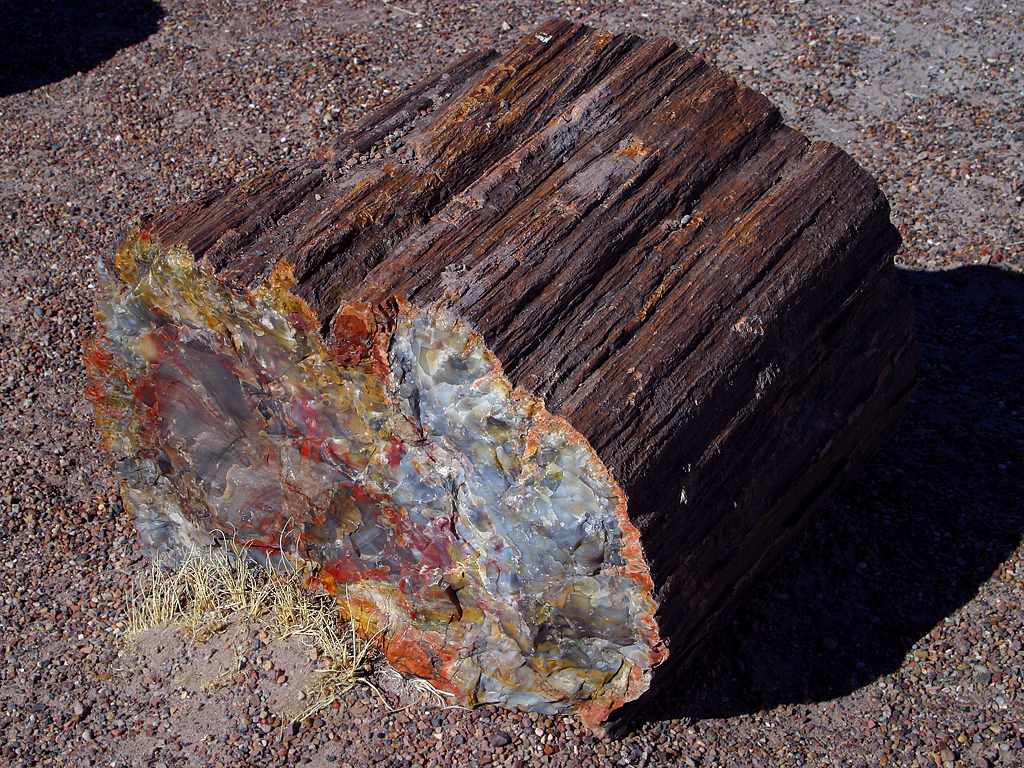
Bois pétrifié.

La substance originale est remplacée graduellement par une substance différente. Exemple : la silice remplace la fibre du bois en donnant le bois pétrifié.

### Pseudomorphose par altération
Il s'agit d’ajout partiel de matière nouvelle, avec substitution partielle de la matière originale qui reste sous forme de noyau. Exemple : galène altérée en anglésite.

### Paramorphose
Transition thermique entre polymorphes sans altération de la forme extérieure. Exemple : transition à 600 °C de la leucite, dont le groupe d'espace passe de Ia3d à I41/a alors que le cristal garde sa morphologie d'icositétraèdre (« leucitoèdre »), en donnant lieu à des macles.